# Raymond Lawler
Pour les articles homonymes, voir Lawler.
Raymond Edward "Ray" Lawler est un joueur de soccer américain né le 22 février 1888 dans le Missouri, et mort le 28 juin 1946 dans le comté de Garland, en Arkansas.

## Biographie
Avec le Christian Brothers College High School (en), il participe au tournoi olympique de football de 1904, l'équipe remportant alors la médaille d'argent à l'issue du tournoi. 
Ray Lawler joue au poste d'attaquant lors du tournoi.
Après avoir mis fin à sa carrière sportive, il s'engage à travailler toute sa vie au sein du St. Louis City Recorder of Deeds Office. Il commence en tant que copiste, puis gravit les échelons pour devenir responsable de département.
Pendant la Première Guerre mondiale, il sert en Europe en tant que soldat de première classe, du mois de mai 1918 jusqu'à juillet 1919.